# Ctenomys torquatus
Ctenomys torquatus é uma espécie de mamífero da família Ctenomyidae. Pode ser encontrada no Brasil e Uruguai.